# Спурій Фурій Медуллін
Спу́рій Фу́рій Медуллі́н (лат. Spurius Furius Medullinus; IV століття до н. е.) — політичний і військовий діяч Римської республіки, військовий трибун з консульською владою (консулярний трибун) 378 року до н. е.

## Біографія
Походив з патриціанського роду Фуріїв. Про молоді роки його, батьків відомості не збереглися. Ймовірно його братом був Луцій Фурій Медуллін, військовий трибун з консульською владою 381 і 369 років до н. е.
378 року до н. е. його було обрано військовим трибуном з консульською владою разом з Квінтом Сервілієм Фіденатом, Ліцінієм Мененієм Ланатом, Марком Горацієм Пульвіллом, Публієм Клелієм Сікулом і Луцієм Геганієм Мацеріном. Того часу, як в Римі патриції і плебеї дискутували щодо питання про римських громадян, яких віддавали в рабство через борги, вольски почали нищити сільську місцевість навколо міста. Сенат одразу ж організував військову кампанію, і армія була розділена на дві частини. Спурій Фурій і Марк Горацій вторглися на територію вольськів уздовж узбережжя. Оскільки вольски відмовилися від явних бойових дій, римляни вдалися до розграбування сільській місцевості супротивника. За цю каденцію були відновлені та реформовані правила царя Сервія Туллія стосовно різних коміцій. Цього ж року було встановлено дипломатичні відносини з тираном Сиракуз Діонісієм I.
Про подальшу долю Спурія Фурія відомостей немає.